# Łukasz Albrecht
Łukasz Karol Albrecht (ur. 5 września 1980 w Łodzi) – polski chemik, absolwent Politechniki Łódzkiej i pracownik naukowy tej uczelni, od 2019 r. profesor nauk ścisłych i przyrodniczych. Od 2019 jest członkiem Rady Naukowej Centrum Badań Molekularnych i Makromolekularnych PAN w Łodzi. We wrześniu 2022 nagrodzony został Medalem im. Stanisława Kostaneckiego